# Ethan Smith
Ethan Smith (1762-1849) fue un clérigo congregacionalista de Nueva Inglaterra, Estados Unidos, que escribió View of the Hebrews (Vista de los hebreos, 1823), un libro que argumentaba que los indígenas americanos descendían de las diez tribus perdidas de Israel. Su posición no era infrecuente entre los eruditos religiosos, los que basaban su historia en la Biblia.
Los historiadores, incluida Fawn McKay Brodie, biógrafa de Joseph Smith, fundador del Movimiento de los Santos de los Últimos Días, sugieren que View of the Hebrews influyó en el Libro de Mormón (1830) debido a los fuertes «paralelismos» encontrados entre ambos textos.

## Primeros años y educación
Nacido en 1762 en un hogar piadoso en Belchertown, Massachusetts, Smith abandonó la religión tras la muerte prematura de sus padres. Después de una lucha interna prolongada, se unió a la Iglesia Congregacional en 1781, y poco después comenzó a entrenarse para el ministerio. Se graduó de Dartmouth College en 1790, aunque encontró «muy poco del espíritu de la religión allí».
Smith sirvió a congregaciones durante varios años a la vez en New Hampshire, Vermont y Massachusetts. Aceptó una asignación como parte de una «Ciudad misionera» en Boston. También se desempeñó como pastor de suministros para púlpitos vacantes. «Era un amigo cálido de lo que consideraba puro avivamiento de la religión; aunque tuvo cuidado de distinguir lo precioso de lo vil» en materia de experiencia religiosa. Smith disfrutó de una «constitución robusta y una salud vigorosa» y continuó predicando hasta dos semanas después de su muerte.
A los ochenta la vista de Smith «se volvió muy tenue, y ya no podía leer, aunque nunca se volvió totalmente ciego. Estaba tan familiarizado con la Biblia y Watts, que era su costumbre de uniforme abrir el libro en el púlpito, y distribuye el capítulo y el himno, y parece que los lee; y rara vez cometió un error, para despertar la sospecha de que estaba repitiendo de memoria». Ethan Smith murió en Royalston, Massachusetts en 1849.
Smith escribió varios libros sobre la Biblia y la teología. En View of the Hebrews (1823), Smith argumentó que los nativos americanos descendían de las diez tribus perdidas de Israel. Se han observado algunos paralelos sorprendentes entre su obra y el Libro de Mormón (1830), que Joseph Smith afirmó haber recibido por revelación.
Al escribir View of the Hebrews, Smith vivió en Poultney, Vermont, una ciudad con una población de menos de dos mil habitantes. Al mismo tiempo , vivía allí Oliver Cowdery, quien más tarde se desempeñó como escriba de Joseph Smith para el Libro de Mormón. De 1821 a 1826, Ethan Smith también fue pastor de la iglesia congregacional a la que Cowdery pudo haber asistido con su familia. Larry Morris, un erudito SUD, ha argumentado que «la teoría de una asociación Ethan Smith-Cowdery no está respaldada por los documentos y que se desconoce si Oliver sabía o leía View of the Hebrews.» En su biografía de Joseph Smith, Fawn Brodie escribió: «Puede que nunca se pruebe que Joseph vio View of the Hebrews antes de escribir el Libro de Mormón, pero los paralelismos sorprendentes entre los dos libros apenas dejan un caso de mera coincidencia.»

## Obras
- A Dissertation on the Prophecies (Una disertación sobre las profecías, 1809)
- A Key to the Figurative Language of the Prophecies (Una clave para el lenguaje figurativo de las profecías, 1814)
- A View of the Trinity, designed as an answer to Noah Webster's Bible News (Una vista de la Trinidad, diseñada como una respuesta a Noah Webster's Bible News, 1821)
- Memoirs of Mrs. Abigail Bailey (Memorias de la Sra. Abigail Bailey)
- View of the Hebrews (Vista de los hebreos, 1823)[6]
- Four Lectures on the Subjects and Mode of Baptism (Cuatro conferencias sobre los temas y el modo del bautismo)
- A Key to the Revelation (Una clave para la revelación, 1833)
- Prophetic Catechism to Lead to the Study of the Prophetic Scriptures (Catecismo profético para conducir al estudio de las Escrituras proféticas, 1839)